# Moment of Glory
Moment of Glory – album Scorpions nagrany wspólnie z orkiestrą symfoniczną Berliner Philharmoniker. Wydany został w roku 2000.

## Lista utworów
1. "Hurricane 2000" - 6:02
2. "Moment of Glory" - 5:07
3. "Send Me An Angel" - 6:19
4. "Wind of Change" - 7:36
5. "Crossfire (instrumentalny)" - 6:47
6. "Deadly Sting Suite (instrumentalny)" - 7:22
7. "Here In My Heart" - 4:20
8. "Still Loving You" - 7:28
9. "Big City Nights" - 4:38
10. "Lady Starlight" - 5:32

## Twórcy

### Zespół
- Klaus Meine – śpiew
- Rudolf Schenker – gitara rytmiczna
- Matthias Jabs – gitara solowa
- Ken Taylor – gitara basowa
- James Kottak – perkusja

### Gościnny występ
- Günther Becker – sitar
- Lyn Liechty – śpiew w Here In My Heart
- Zucchero – śpiew w Send Me An Angel
- Ray Wilson – śpiew w Big City Nights
- Günther Becker – gitara w Lady Starlight

### Orkiestra
- Orkiestra filharmonii berlińskiej
- Christian Kolonovits – aranżacja orkiestry